# Nathan Phillips (Schauspieler)
Nathan Phillips (* 13. März 1980 in Sunbury, Victoria, Australien; vollständiger Name Nathan Scott Phillips) ist ein australischer Schauspieler.

## Werdegang
Phillips’ Schauspielerkarriere begann 1999 mit einer Rolle in der australischen Seifenoper Nachbarn. Seine erste Filmrolle hatte er 2002 in Warriors of Tao (Warriors of Virtue: The Return to Tao). Danach wirkte Phillips vorwiegend in australischen Filmproduktionen mit.
2006 war Phillips neben Samuel L. Jackson im US-amerikanischen Spielfilm Snakes on a Plane zu sehen, 2007 übernahm er die Rolle eines Kriegsveteranen in Redline. 2009 spielte er einen der Balibo Five im Film Balibo. Der Film wurde als bester australischer Film des Jahres ausgezeichnet. Zudem drehte Phillips für den Low-Budget-Horrorfilm Chernobyl Diaries, der 2012 erschien. Weitere Film- und Fernsehprojekte folgten. Sein Schaffen umfasst mehr als 30 Produktionen.

## Filmografie (Auswahl)
- 1999: Nachbarn (Neighbours, Fernsehserie, 13 Episoden)
- 2001–2002: Der Sattelclub (The Saddle Club, Fernsehserie, 25 Episoden)
- 2001: Child Star: The Shirley Temple Story
- 2002: Something in the Air (Fernsehserie, 12 Episoden)
- 2002: Australian Rules
- 2002: Warriors of Tao (Warriors of Virtue: The Return to Tao)
- 2003: Take Away
- 2004: Under the Rada
- 2004: One Perfect Day
- 2005: Wolf Creek
- 2005: You and Your Stupid Mate
- 2006: Snakes on a Plane
- 2007: West
- 2007: Redline
- 2008: Surfer, Dude
- 2008: Dying Breed
- 2009: Balibo
- 2010: Summer Coda
- 2010: Quit
- 2012: Chernobyl Diaries
- 2013: These Final Hours
- 2013: Tiny Commando (Fernsehserie)
- 2014: The Bridge – America (The Bridge, Fernsehserie, 7 Episoden)
- 2014: The Amateur
- 2016: Hunters (Fernsehserie, 13 Episoden)
- 2019: Blood Vessel
- 2019: Tuscaloosa
- 2019: 3 Day Weekend

## Auszeichnungen
Gewonnen
- Preis des Sitges Festival Internacional de Cinema Fantàstic de Catalunya in der Kategorie „Bester Schauspieler“ für den Film These Final Hours.[1]

Nominiert
- Preis des Film Critics Circle of Australia in der Kategorie „Bester männlicher Schauspieler“ für den Film Australian Rules.[2]
- Preis der IF Awards in der Kategorie „Bester Schauspieler“ für den Film Australian Rules.[2]
- Preis der Australian Film Critics Association in der Kategorie „Bester Schauspieler“ für den Film These Final Hours.[3]